# Tấn làm lạnh

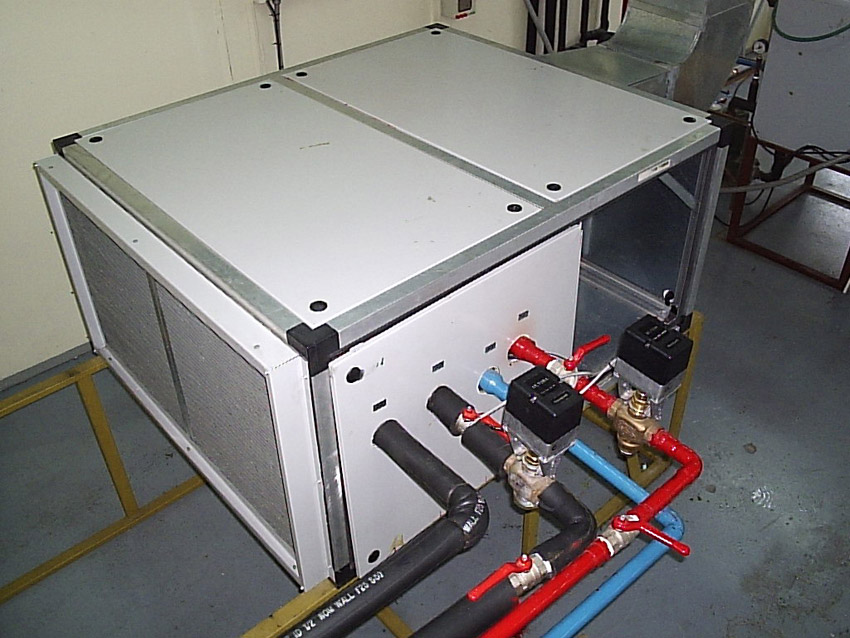
UMA 1

Tấn làm lạnh (TR), còn được gọi là tấn lạnh (RT), là đơn vị năng lượng được sử dụng ở một số quốc gia (đặc biệt là ở Bắc Mỹ) để mô tả khả năng khai thác nhiệt của thiết bị làm lạnh và điều hòa không khí. Nó được định nghĩa là tốc độ trao đổi nhiệt dẫn đến đóng băng (*hoặc tan chảy) 1 tấn Mỹ (2.000 lb; 910 kg) băng tinh khiết ở 0 °C (32 °F) trong 24 giờ.
Một tấn làm lạnh tương đương với 12.000 BTU/h hay 3,5 kW. Công suất điều hòa không khí và thiết bị làm lạnh ở Mỹ thường được quy định bằng "tấn" (của điện lạnh). Nhiều nhà sản xuất cũng chỉ định công suất trong BTU/h, đặc biệt là khi chỉ định hiệu suất của thiết bị nhỏ hơn.
Điều quan trọng cần lưu ý là sự đóng băng hoặc tan chảy của băng chỉ thể hiện trạng thái thay đổi, được coi là sự truyền nhiệt ẩn, trái ngược với sự thay đổi nhiệt độ là sự truyền nhiệt rõ rệt.

## Lịch sử
Tấn làm lạnh tương đương với mức tiêu thụ một tấn đá mỗi ngày và có nguồn gốc trong quá trình chuyển đổi từ đá tự nhiên được lưu trữ sang làm lạnh cơ học. Giống như mã lực và công suất nến là đơn vị đo lường trực quan cho những người sống cùng quá trình chuyển đổi từ sức ngựa sang vận tải cơ giới và từ ngọn lửa nến sang điện, do đó, tấn lạnh là đơn vị đo lường trực quan trong quá trình thay đổi công nghệ, như buôn bán băng từng bước áp dụng trên băng nhân tạo hơn (băng từ băng làm từ nhà máy vật lí), thêm vào nguồn cung cấp nước đá tự nhiên của nó. Đơn vị TR được phát triển trong những năm 1880. Định nghĩa của nó được đặt ở cấp độ của một tiêu chuẩn công nghiệp vào năm 1903, khi Thomas Shipley của Công ty Sản xuất York thành lập một hiệp hội công nghiệp (Hiệp hội các nhà chế tạo máy làm đá của Hoa Kỳ) cùng với tiêu chuẩn hóa một số thông số kỹ thuật của thiết bị. Năm 1904, những nỗ lực này đã dẫn đến việc thành lập Hiệp hội kỹ sư điện lạnh Hoa Kỳ (ASRE),, một trong những tiền thân của ASHRAE.